# Encyclia tripartita
Encyclia tripartita là một loài thực vật có hoa trong họ Lan. Loài này được (Vell.) Hoehne mô tả khoa học đầu tiên năm 1952.